# Corée du Sud aux Jeux paralympiques d'hiver de 2014
La Corée du Sud participe (sous le nom de « Corée ») aux Jeux paralympiques d'hiver de 2014 à Sotchi, en Russie, du 7 au 16 mars 2014. Il s'agit de la septième participation de ce pays aux Jeux paralympiques d'hiver ; la Corée est présente à tous les Jeux depuis ceux de 1992.
Pour les Coréens, dont le palmarès aux Jeux d'hiver entre 1992 et 2010 ne compte que deux médailles (une d'argent en slalom géant en 2002, une d'argent en curling en 2010), il s'agit d'obtenir de meilleurs résultats avant que leur pays ne reçoive à domicile les Jeux paralympiques d'hiver de 2018, à Pyeongchang. 
À Sotchi, le pays est représenté par vingt-sept athlètes, concourant en ski alpin, en ski nordique (biathlon et ski de fond), en hockey sur luge et en curling en fauteuil roulant. Le hockeyeur sud-coréen Jung Seung-hwan est considéré comme l'un des meilleurs au monde, et est l'une des figures de la délégation.

## Par discipline

### Curling
Le curling paralympique (discipline mixte) se pratique en fauteuil roulant. Les Sud-Coréens (Kim Jong-pan, Kim Myung-jin, Seo Soon-seok, Kang Mi-suk et Yun Hee-keong) sont les vice-champions paralympiques en titre, ayant obtenu la médaille d'argent aux Jeux de Vancouver en 2010, s'étant inclinés d'un point en finale face au pays hôte, le Canada.

### Hockey
Aux Jeux paralympiques, le hockey sur luge est un sport mixte en principe, bien qu'en pratique les équipes soient généralement composées d'hommes. L'équipe de hockey (dix-sept joueurs) constitue la majorité de la délégation coréenne aux Jeux.

### Ski alpin
La Corée aligne trois athlètes dans cette discipline : deux hommes dans la catégorie assise (Park Jong-seork et Lee Chi-won), et une femme dans la catégorie des déficientes visuelles (Yang Jae-rim).

### Ski nordique
En ski nordique, le pays est représenté par un homme, Choi Bo-gue, dans la catégorie des déficients visuels, et par une femme, Seo Vo-ra-mi, dans la catégorie assise.